# 九鬼郵便局
九鬼郵便局（くきゆうびんきょく）は、三重県尾鷲市九鬼町にある郵便局。民営化前の分類では無集配特定郵便局であった。

## 概要
住所：〒519-3701 三重県尾鷲市九鬼町93-2
かつては集配郵便局であったが、2006年（平成18年）に集配業務を尾鷲郵便局へ移管し無集配郵便局となった。

## 沿革
- 1902年（明治35年）3月1日 - 九木浦郵便局（三等）として開設[2]。
- 1903年（明治36年）9月1日 - 九鬼郵便局に改称。
- 1976年（昭和51年）9月28日 - 電話交換業務を尾鷲電報電話局に移管[3]。
- 2006年（平成18年）10月1日 - 尾鷲郵便局へ集配業務を移管、無集配局となる[4]。
- 2007年（平成19年）10月1日 - 民営化。
- 2012年（平成24年）10月1日 - 日本郵便株式会社発足。

## 取扱内容
- 郵便、印紙、ゆうパック
- 貯金、為替、振替、振込、国債
- 生命保険、バイク自賠責保険
- ゆうちょ銀行ATM

## 周辺
- 尾鷲市役所九鬼出張所
- 九木神社
- 真巌寺
- 九木漁港

## アクセス
- JR紀勢本線九鬼駅から東へ1.2km（徒歩約16分）
- 尾鷲市ふれあいバス八鬼山線 九鬼停留所下車
- 三重県道574号九鬼港線沿い
- 駐車場あり：3台